# 청석초등학교

## 학교 연혁
- 1931년 8월 31일 청석공립보통학교(4년제) 개교설립인가 5월 7일(파주시 순지길 143)
- 1938년 4월 1일 청석공립심상소학교 개칭[1]
- 1941년 4월 1일 청석공립국민학교(6년제) 개칭[2]
- 1946년 6월 30일 산남분교장 설치
- 1955년 8월 1일 심학국민학교 독립
- 1985년 3월 5일 병설유치원 개원
- 1996년 3월 1일 청석초등학교로 개칭[3]
- 1997년 7월 5일 신축 교사 준공식
- 2005년 3월 1일 초등학교 6학급, 유치원 1학급 편성
- 2005년 12월 23일 교하택지지구 신설학교(현 위치)로 이전
- 2020년 1월 14일 제87회 졸업식(174명)(총 6940명)
- 2020년 3월 1일 제27대 최길숙 교장 부임
- 2020년 3월 1일 초등학교 30학급, 유치원 2학급, 특수학급 2학급 편성

## 학교 상징
- 교화 - 개나리 : 개나리는 봄소식을 알려주는 꽃으로 노란 꽃잎과 은근과 끈기를, 푸른 잎은 생명력을 상징한다.
- 교목 - 소나무 : 소나무의 곧은 절개, 지조, 씩씩한 기상은 통일의 주역을 길러내는 꿈과 희망을 상징한다.

## 참고 자료
- 청석초등학교 - 한국교육학술정보원 학교알리미